# Поделл, Эял
Эял По́делл (англ. Eyal Podell, ивр. אייל פודל‎; род. 11 ноября 1975, Тель-Авив, Израиль) — американско-израильский актёр и сценарист. Наиболее известен ролями профессора Адриана Корбеля в мыльной опере «Молодые и дерзкие» и Эврама Минтца в телесериале «Притяжению вопреки».

## Ранние годы
Поделл родился в Тель-Авиве, Израиль, в еврейской семье. Проведя первые два года своего детства в Израиле, Эял и его семья переехали на год в Соединённые Штаты, а затем переехали в Гонконг, где он жил до восьми лет. По возвращении в Соединённые Штаты его семья поселилась в Нью-Йоркском округе Вестчестер. Он учился в средней школе Байрам-Хиллз в Армонке вместе с другими актёрами Шоном Махером и Дэвидом Харбором. Он окончил Дартмутский колледж в Ханновере, штат Нью-Гэмпшир.

## Карьера
С момента переезда в Лос-Анджелес Эял работал как в кино, так и на телевидении. Его дебют на большом экране состоялся в роли сына Аль Пачино в фильме «Свой человек». Он учился на классического актёра в Национальном театральном институте, входящем в театральный центр Юджина О’Нила. В 2009 году Поделл снимался в сериале «Притяжению вопреки» в роли доктора Эврама Минтца. Также Эял появился в сериале «Морская полиция: Новый Орлеан» в роли доктора Сэма Уилкинса, а также в сериале «Морская полиция: Спецотдел» в роли Намира Эшеля.
Поделл также является сценаристом. Он написал сценарии к таким фильмам, как «Тачки 3», «Скуби-Ду», «Angry Birds 2 в кино». Критик Сэнди Шэфер похвалила сценарий фильма «Angry Birds 2 в кино», отметив, что сюжет фильма является ключевым в успехе фильма.